# Чупавци 5: Чупавци нападају!
Чупавци 5: Чупавци нападају! (енгл. Critters Attack!) амерички је хорор комични филм из 2019. године, режисера  Бобија Милера, са Ташијаном Вашингтон и Ди Волас у главним улогама. Представља пети и последњи део у филмском серијалу Чупавци, који је почео још 1986. Волас се, после више од 30 година, вратила у улогу Хелен Браун из првог дела. Иако је у филму била потписана другачије, Волас је у интервјуу за Bloody Disgusting потврдила да се ради о истом лику. Сценарио за филм написао је Скот Лобдел, познат по свом раду на још једном хорору, Срећан дан смрти из 2017.
Филм је добио помешане и претежно негативне критике. На сајту Rotten Tomatoes критичари су га оценили са 44%. Званично је најављен у априлу 2019, на Syfy каналу, а премијерно је приказан 13. јула 2019. на међународном филмском фестивалу Фантазија. Снимање је у тајности започето у фебруару 2019, у Јужноафричкој Републици.

## Радња
Дреу, 20-годишњу бебиситерку, и децу коју чува нападају Чупавци. Деца случајно проналазе првог женског чупавца, коме дају име Бјанка. Она стаје на њихову страну и помаже им да побегну. У помоћ убрзо стиже мистериозна „тета Ди”, која зна нешто више о крволочним створењима...

## Улоге
| Глумац             | Улога                 |
| ------------------ | --------------------- |
| Ташијана Вашингтон | Дреа                  |
| Ди Волас           | Хелен Браун „тета Ди” |
| Џејден Ноел        | Филип                 |
| Џек Фултон         | Џејк Ласи             |
| Ава Престон        | Триси Ласи            |
| Леон Клингман      | ренцер Боб            |
| Ваш Синг           | Кевин Лунг            |
| Стив Блум          | глас Чупаваца         |
| Алекс Џејвен       | Менди                 |
| Стивен Џенингс     | шериф Луис Хејнс      |